# Araxá
Araxá – miasto i gmina w Brazylii, w stanie Minas Gerais. Znajduje się w mezoregionie Triângulo Mineiro e Alto Paranaíba i mikroregionie Araxá.
W mieście ma siedzibę klub piłkarski Araxá EC.